# Calocalanus gracilis
Calocalanus gracilis is een eenoogkreeftjessoort uit de familie van de Paracalanidae. De wetenschappelijke naam van de soort is voor het eerst geldig gepubliceerd in 1956 door Tanaka.